# Batalha de Oliwa
A Batalha Naval de Oliwa ou Batalha da Enseada de Gdańsk aconteceu em 28 de novembro de 1627 durante a Guerra polaco-sueca nas proximidades do porto de Gdansk. É comumente conhecida como a Batalha de Oliva (em polonês: Oliwa), antigamente uma vila nos arredores de Gdansk. Foi a maior e a última batalha naval da Marinha Real Polonesa, mas que trouxe a vitória sobre a esquadra sueca.
Os suecos tinham uma forte marinha, e eles mantinham um bloqueio da costa do Báltico, sobretudo do porto de Gdansk. Em 28 de novembro de 1627, a frota polonesa enfrentou o bloqueio da esquadra sueca. Os navios poloneses eram mais numerosos, mas apenas quatro galeões tinham plena condição de combate, o restante era constituído de embarcações menores. Os suecos já possuíam uma tradição mais longa de navegadores, enquanto a marinha polonesa era recém-formada.
A esquadra polonesa de dez navios, comandada pelo almirante Arend Dickmann, no galeão Sankt Georg (Święty Jerzy), estava ancorada na enseada de Gdansk, enquanto que a esquadra sueca de seis navios navegava em direção à península de Hel. Os poloneses levantaram âncoras e navegaram rapidamente em direção aos suecos, que não esperavam essa reação. A batalha logo se dividiu em duas frentes.
O navio-almirante polonês Sankt Georg, apoiado por um navio menor, o Meerweib (Panna Wodna), atacou o sueco Tigern, navio-almirante do comandante Nils Stiernsköld. Os navios ficaram lado a lado e os marinheiros poloneses lutaram até que conseguiram capturar o Tigern. Entretanto, o navio do vice-almirante polonês, o pequeno galeão Meerman (Wodnik) atacou o navio maior Solen ("Sol"). Como resultado, o capitão do Solen provocou uma explosão em seu próprio navio, para evitar que ele fosse capturado. Os outros quatro navios suecos escaparam e a perseguição não deu resultado. Na batalha, os dois almirantes foram mortos.
A batalha foi amplamente noticiada pela corte polonesa. Chegaram até a dizer que: "o sol parecia o do meio-dia naquele dia", referindo-se ao rombo aberto no casco e posterior naufrágio de um dos navios suecos.

## Navios poloneses
Eles eram conhecidos em fontes originais com nomes em alemão, embora atualmente eles sejam conhecidos na Polônia por seus nomes traduzidos para o polonês.
- 1º Esquadrão
  - Ritter Sankt Georg (Rycerz Święty Jerzy) ("Cavaleiro de São Jorge") - galeão, 31 canhões, 400 toneladas (também conhecido por Sankt Georg)
  - Fliegender Hirsch (Latający Jeleń) ("Veado Voador") - galeão, 20 canhões, 300t
  - Meerweib (Panna Wodna) ("Virgem do Mar") - 12 canhões, 160t
  - Schwarzer Rabe (Czarny Kruk) ("Corvo Negro") - 16 canhões, 260t
  - Gelber Löwe (Żółty Lew) ("Leão Amarelo") - 10 canhões, 120t
- 2º Esquadrão
  - Meermann (Wodnik) ("Aquarius") - galeão, 17 canhões, 200t
  - König David (Król Dawid) ("Rei Davi") - galeão, 31 canhões, 400t, sob o comando de Jakub Mora
  - Arche Noah (Arka Noego) ("Arca de Noé") - 16 canhões, 180t
  - Weißer Löwe (Biały Lew) ("Leão Branco") - 8 canhões, 200t
  - Feuerblase (Płomień) ("Labareda") - 18 canhões, 240t

## Navios suecos
- Tigern ("Tigre") - navio-almirante, galeão, 22 canhões, 320t - capturado
- Solen ("Sol") - galeão, 38 canhões, 300t - avariado por sua própria tripulação
- Pelikanen ("Pelicano") - galeão, 20 canhões, 200t
- Månen ("Lua") - galeão, 26 canhões, 300t
- Enhörningen ("Unicórnio") - galeão, 18 canhões, 240t
- Papegojan ("Papagaio") - 16 canhões, 180t